# مهدي هاشمي قرمزي

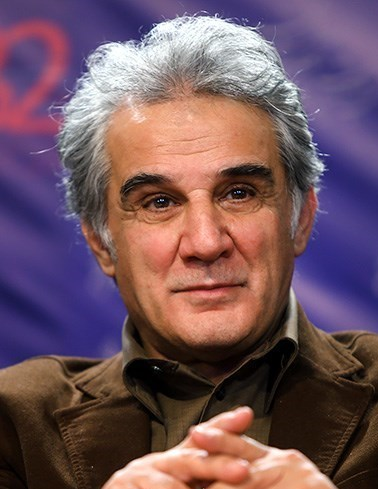
مهدي هاشمي في مهرجان الفجر السينمائي

مهدي هاشمي قرمزي هو ممثل ومخرج إيراني. ولد في لنجرود (بالفارسية: لنگرود) سنة 1946. هو زوج الممثلة جلاب آدينة.
درس الفن في جامعة طهران وتخرج منها سنة 1973. انطلق في مشواره الفني سنة 1969، و كثُر نشاطه الفني بين 1981 و1996.

## وصلات
- {{اسم قاعدة بيانات الأفلام على الإنترنت|nm0368017/ IMDB]

## وصلات خارجية
- مهدي هاشمي قرمزي على موقع IMDb (الإنجليزية)
- مهدي هاشمي قرمزي على موقع ألو سيني (الفرنسية)
- مهدي هاشمي قرمزي على موقع قاعدة بيانات الفيلم (الإنجليزية)
- مهدي هاشمي قرمزي على موقع كينوبويسك (الروسية)